# Neuville-Bosc
Neuville-Bosc é uma comuna francesa na região administrativa de Altos da França, no departamento de Oise. Estende-se por uma área de 8,89 km². Em 2010 a comuna tinha 511 habitantes (densidade: 57,5 hab./km²).